# Australisk boskapshäst
Australisk boskapshäst, även kallad Australian Stock Horse, är en hästras som tillhör den största hästgruppen i Australien. Den australiska boskapshästen är den australiska varianten på den amerikanska Quarterhästen och är mycket vanlig bland farmare i Australien där de används för att driva får, boskap eller till annat jordbruksarbete. Den australiska boskapshästen har specifikt avlats fram för det heta och torra klimatet i Australien och kännetecknas av uthållighet och gott temperament. 

## Historia
De absolut första hästarna kom till Australien från Sydafrika för enbart ca 200 år sedan. I januari 1788 landsteg de första kolonisatörerna i Botany Bay och de hade med sig ett antal olika hästar på de 11 skepp som de hade färdats på till Australien. Hästarna importerades under order av guvernör Arthur Phillip. Främst hade man importerat brittiska hästar så som engelska fullblod, Welsh mountainponnyer och Welshponnyer, men även arabiska fullblod, indonesiska Timorponnyer och Boerhästar från Sydafrika fanns med på båtarna. 
Under början av 1800-talet importerades ytterligare engelska fullblod och arabhästar till ön där de användes i aveln av kavallerihästar som kallades "Station horse". Från dessa hästar utvecklade man sedan en häst som kallades Waler, då den utvecklades i New South Wales. Dessa var ättlingar till de första australiska boskapshästarna och de hästar som inte höll måttet släpptes i det fria och blev till Australiens variant på mustangen, förvildade hästar som kallas Brumbys. 
Walern användes av fårfarmarna och även kavalleriet i Australien. R.S Summerhays skrev i sin bok "Observer's book of Horses and Ponies" (1968) att Australien under perioden mellan slaget vid Waterloo (1815) och Krimkriget (1854) troligtvis hade världens bästa ridhäst i Walern. 

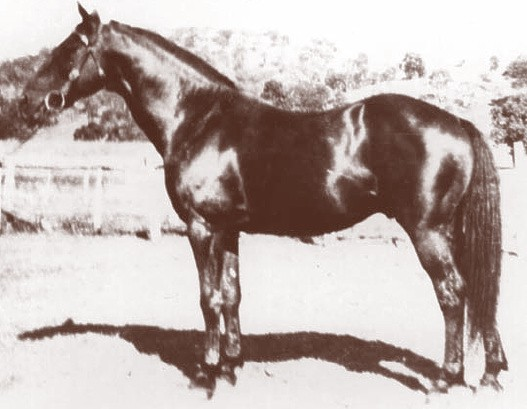
Hingsten Radium (1918-1947) var en av de mest inflytelserika hingstarna i aveln av den australiska boskapshästen.

Fram till 1930 köptes många Walers av det indiska kavalleriet och under Första världskriget exporterade Australien över 120 000 hästar till de allierade. Dessa hästar återvände aldrig hem och på minnesmärket i Sydney skrev man att detta var slutet för Walern, även om en del av dessa hästar fanns kvar i landet. Men Walern var mer en typ, baserad på fullblodshästar och angloaraber och man utvecklade istället en huntertyp med hjälp av angloaraber och fullblod. Man införde även en del ponnyblod och Quarterhäst i rasen. Rasen registrerades 1954 och då bildades även Australiens första Quarterhästförening. 
1971 blev den Australiska boskapshästen godkänd som en egen ras efter att över 100 boskapsskötare och uppfödare samlades i Tamworth i New South Wales för att skapa en förening för rasen, "Australian Stock Horse Society". Många av de uppfödare som var med under mötet avlade sina boskapshästar genom att använda sig av hästar som hade blodslinje med de hästar som först fördes till Australien år 1788. Hästarna inspekterades och registrerades om de höll måttet. Idag är även användandet av Quarterhästar i aveln mycket omdiskuterad då uppfödare främst bör använda sig av äldre blodslinjer. 
Idag finns det ca 14 hingstlinjer som ligger i grunden till det största antalet registrerade hästar. Det finns ca 170 000 registrerade boskapshästar och varje år nyregistreras 3000-3500 hästar vilket gör rasen till den vanligaste i Australien. Under Olympiska sommarspelen 2000 i Sydney äade man rasen under invigningen då en hingst stegrade sig på banan och ytterligare 120 australiska boskapshästar reds i manegen. Boskapshästarna har ock ersatts i många delar av landet med motorcyklar men de är fortfarande en mycket viktig tillgång bland bergigare regioner där det är säkrare att ta sig fram med hästar.

## Egenskaper

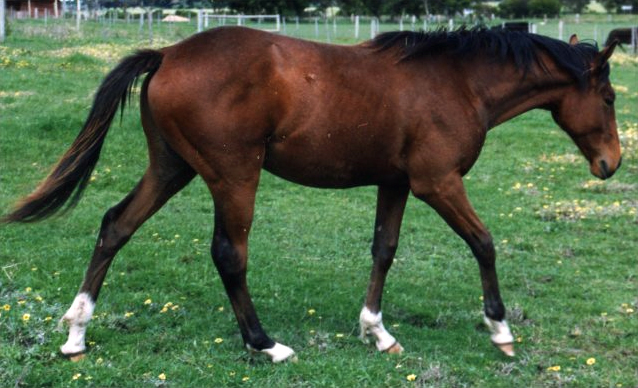
Den australiska boskapshästen är en medelstor häst med mycket bra musklad exteriör.

Den australiska boskapshästen kallas även Australian Stock Horse och karaktäriseras av dess starka ben och en exteriör som påminner mycket om det engelska fullblodet. Den är uthållig och flexibel och har en naturligt bra balans. Rasen representerar den största hästgruppen i Australien. Rasen är väl proportionerlig och sund, samt mycket flexibel och med ett mycket lätthanterligt temperament. Ett tilltalande huvud är önskat hos hästarna med stora ögon och bred panna. 
Hästarna kan vara i alla hela färger och kan även bli skäck men den vanligaste färgen är brun. Hästarna blir mellan 150 och 160 cm i mankhöjd och har en exteriör som påminner mycket om det engelska fullblodet eller den amerikanska Quarterhästen. De är en något kraftigare varmblodshäst som främst används av farmare för att driva får eller boskap, men då de är relativt starka används de även inom all slags jordbruksarbete som plöjning och sådd. Rasen fungerar även utmärkt som ridhästar då inslaget av fullblod har gjort rasen något atletisk och ganska snabb. Australiska boskapshästar används bland annat inom hästpolo och banhoppning. Rasen har även använts av det australiska dressyrlaget i både VM och OS. 